# والتر إيرفاين جوردن
والتر إيرفاين جوردن (بالإنجليزية: Walter Irvine Jordan)‏ هو عسكري أمريكي، ولد في 31 مارس 1902 في نورفولك في الولايات المتحدة، وتوفي في 16 أكتوبر 1947 في فرجينيا بيتش في الولايات المتحدة.